# 察哈尔火山群
察哈尔火山群是位于中华人民共和国内蒙古高原南缘的一片泛火山群落。因其主要位于历史行政区划察哈尔省而得名，该火山群落包括两次级火山群落：乌兰哈达火山群、黄花沟火山群。

## 地理概况

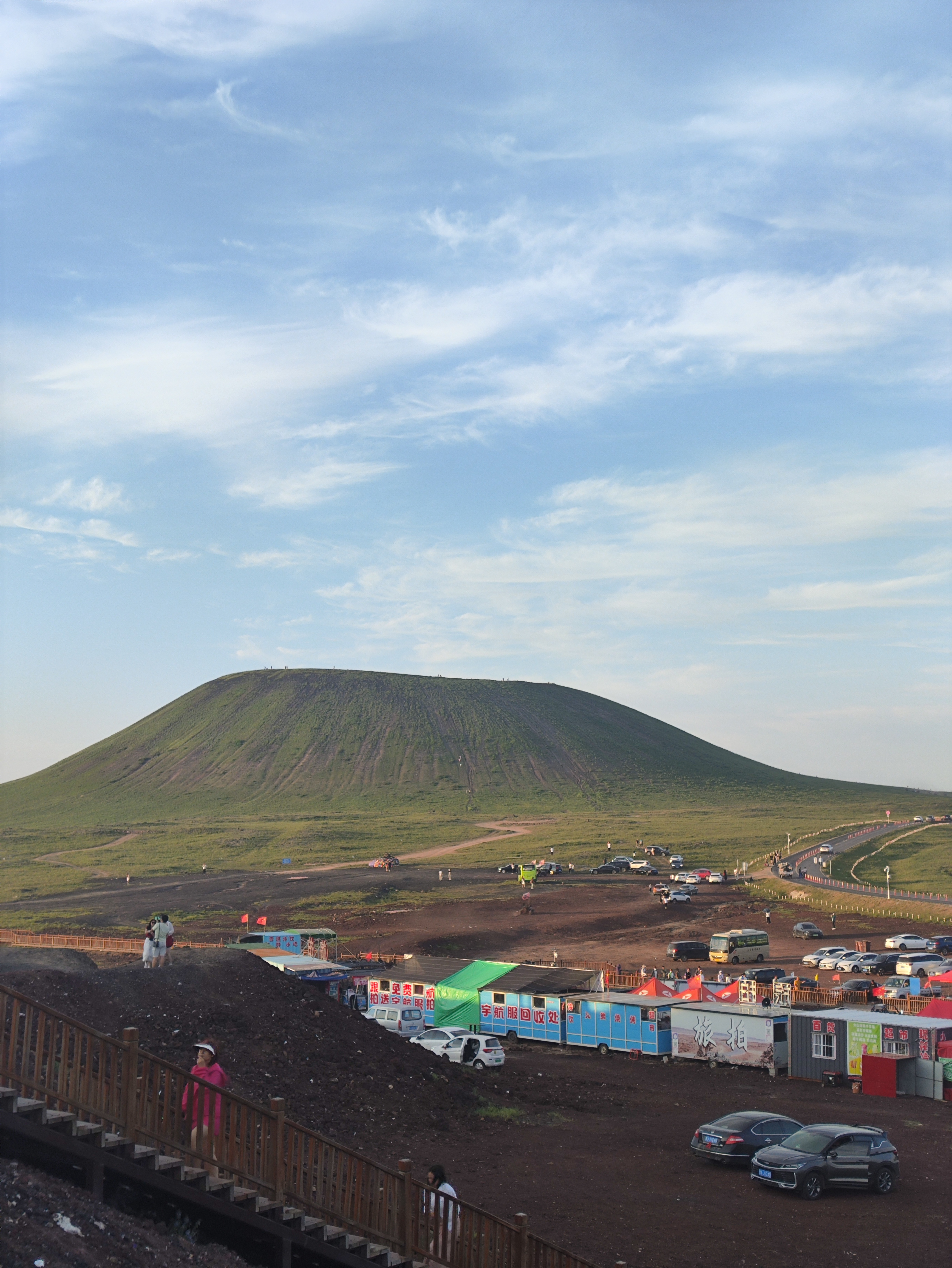
乌兰哈达5号火山口的露营地和停车场

察哈尔火山群位于乌兰察布市辖区内，包括察哈尔右翼后旗乌兰哈达苏木的乌兰哈达火山群和察哈尔右翼中旗的黄花沟火山群，有大大小小30多座火山，其中位于乌兰哈达区域的三座火山最为明显，火山群落中还伴有天鹅湖和白音淖尔湖两座湖泊。据测算，最近一次喷发在全新世（距今1万年）时期。
乌兰哈达火山群位于内蒙古乌兰察布市察哈尔右翼后旗白音察干镇以北至乌兰哈达苏木一带，是面积约400平方公里的火山群，由30余座玄武质火山锥及熔岩流组成，经历了两个地质时期的火山活动：第四纪晚更新世（约12万年前）的裂隙式喷发和全新世（约1万年前）的中心式喷发。这种特殊的地质演化使火山呈串珠状分布于长约12公里的断裂带上，其中北、中、南三座"炼丹炉"火山最为著名，当地牧民因其形态而称。
该火山群形成于地质历史的第四纪晚期，属年轻的休眠火山。由于喷发强度和喷发物质不同，该区域形成了穹状、岩渣、混合火山锥等四种特征的火山锥。

## 环保和旅游开发

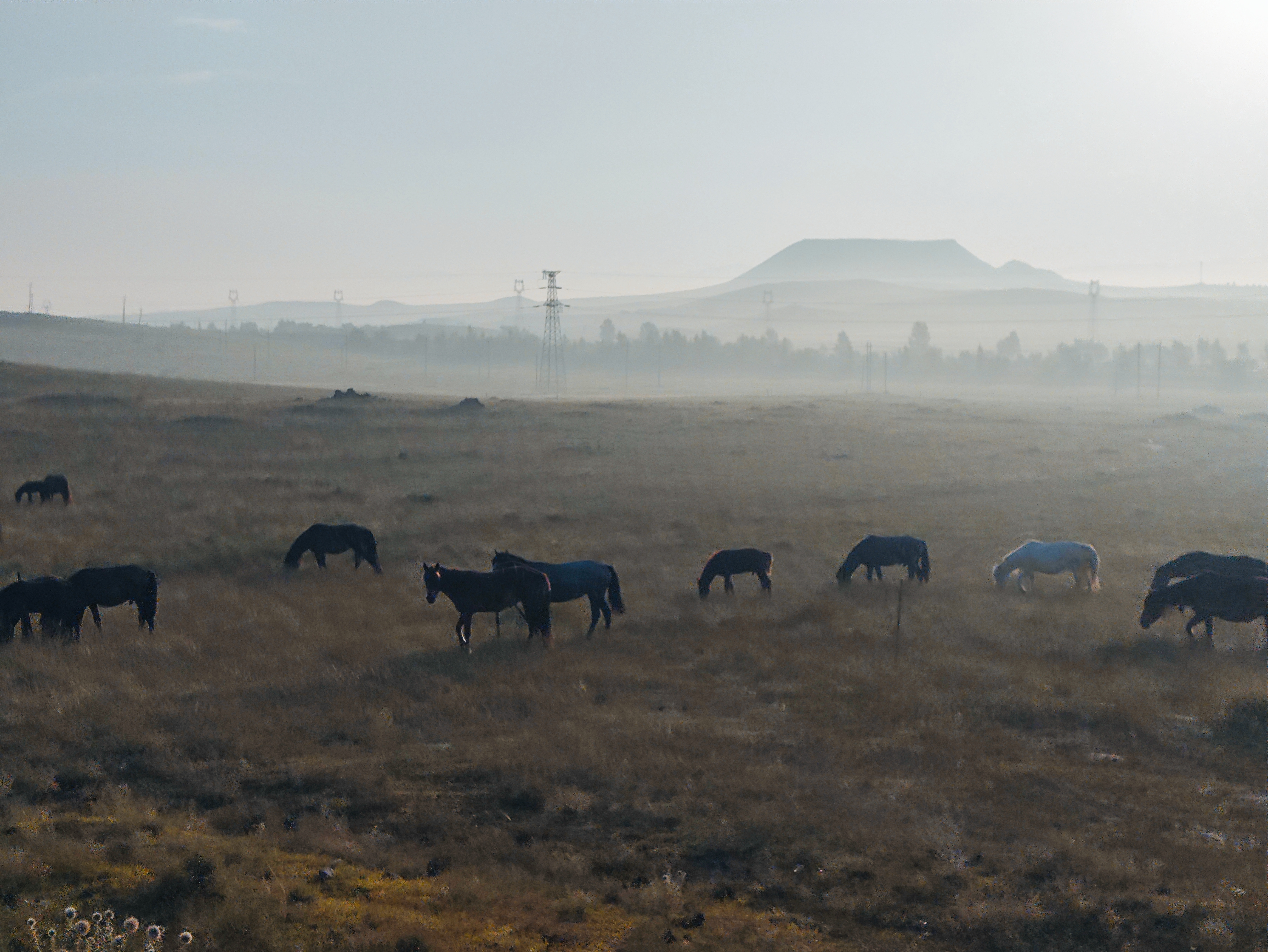
晨雾中的马群，乌兰哈达「黑脑包」

该火山群落被公众媒体大规模报道前，由于火山岩浮石矿藏丰富，且临近主干道，便成为矿业开采的主要来源。距当地人描述，对火山的开采始于1970年代，乌兰哈达火山群群中三座最明显的火山中，有两座被开采（『北炼丹炉』和『南炼丹炉』），其中『南炼丹炉』破坏最为严重，锥体外部整圈被采掘。裸露出棕红色内部结构。
2012年后，由于媒体报道和国内外火山学界关注，大量游客涌入。当地政府开始加强对区域火山的保护，13年左右设立乌兰哈达火山地质公园，停止采掘，转为旅游景区。
2018年，乌兰哈达火山群由于游客暴增以及自驾游客对当地生态产生破坏，景区一度对外关闭。2015年整年，游客达8万余人次，至2021年国庆期间，游客量已激增至60万人次。2021年12月，乌兰察布市举办专题研讨会，地质专家呼吁"充分尊重自然"。当地旅游局则规划将火山地貌与地质科普、察哈尔文化相结合，打造火山草原体验度假区，同时推进其成为京津游客自驾游基地，融入京津冀协同发展。2023年9月，火山地质公园获批为国家AAA级旅游景区。

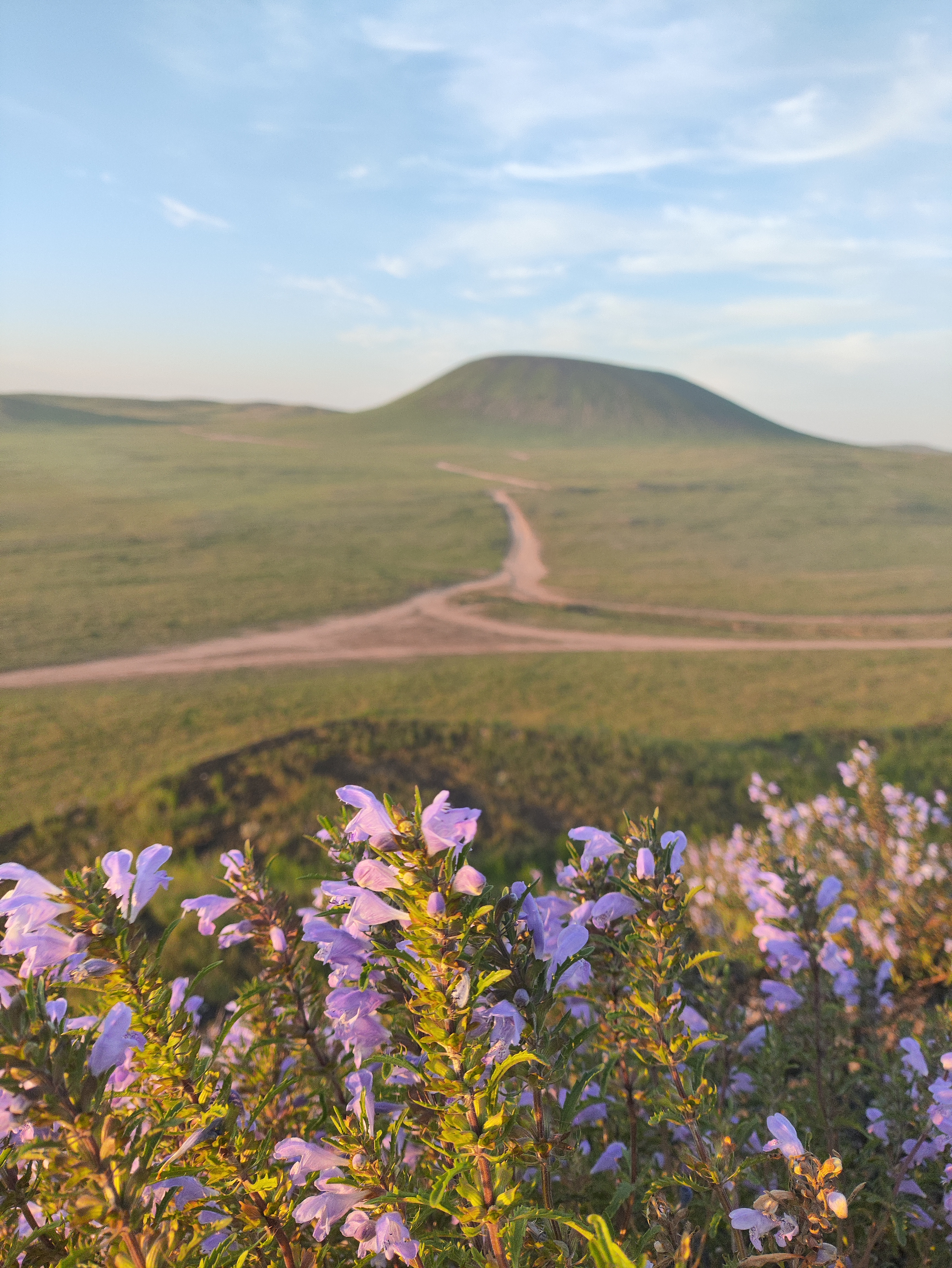
乌兰哈达6号火山上的香青兰

2025年8月，社交媒体将"挖玛瑙"包装为旅游打卡项目，诱使众多游客携带铲具深入火山群核心区，声称发现"玛瑙和黄金"。同时，景区内垃圾遍地、因燃放彩烟棒而烟雾弥漫等问题也饱受诟病。对此，乌兰察布市自然资源局回应：当地不具备黄金成矿条件，仅存在地表散落的少量玛瑙，允许捡拾但严禁任何形式的挖掘行为。